# Ramsay Island, British Columbia
Ramsay Island är en ö i Kanada.   Den ligger i North Coast Regional District och provinsen British Columbia, i den sydvästra delen av landet, 4 000 km väster om huvudstaden Ottawa. Arean är 16 kvadratkilometer.
Terrängen på Ramsay Island är lite kuperad. Öns högsta punkt är 382 meter över havet. Den sträcker sig 5,1 kilometer i nord-sydlig riktning, och 6,3 kilometer i öst-västlig riktning.
Klimatet i området är tempererat. Årsmedeltemperaturen i trakten är 7 °C. Den varmaste månaden är juli, då medeltemperaturen är 14 °C, och den kallaste är december, med 4 °C.